# Blanche (metropolitana di Parigi)
Blanche è una stazione della metropolitana di Parigi della linea 2.
La stazione prende il nome da Place Blanche, che prende a sua volta il nome da un carico di gesso che fuoriuscì da un camion in uscita da Montmartre nel XVII secolo.
La stazione serve il Moulin Rouge.